# Asplenium distentum
Asplenium distentum là một loài dương xỉ trong họ Aspleniaceae. Loài này được A.Braun mô tả khoa học đầu tiên năm 1860.
Danh pháp khoa học của loài này chưa được làm sáng tỏ. 